# Обязательные работы
Обязательные работы — вид уголовного наказания, заключающийся в выполнении осуждённым лицом в свободное от основной работы или учёбы время бесплатных общественно полезных работ. Наказание в виде обязательных работ предусматривается уголовными кодексами Франции, Испании, России и иных стран.

## Обязательные работы вроссийском праве

### Общие положения
Предтечей наказания в виде обязательных работ в российском праве можно считать городские работы и работы у частных лиц, предусмотренные ст. 34 и 55 Свода законов уголовных 1832 года, которые назначались осуждённым из низших сословий.
Тем не менее, впервые уголовное наказание в виде общественных работ было закреплено в Уголовном кодексе Российской Федерации 1996 года (ст. 49). Положения УК РФ о наказании в виде обязательных работ введены в действие с 10 января 2005 года, однако это наказание может быть назначено и за преступления, совершённые до 10 января 2005 года.
Обязательные работы относятся к основным видам наказания. В основном обязательные работы назначаются за преступления небольшой тяжести, в частности, за кражи, мелкие грабежи и другие преступления против собственности; преступления против интересов службы в коммерческих и иных организациях; вандализм, надругательство над государственной символикой и другие нетяжкие преступления.
Вид обязательных работ и объекты, на которых они отбываются, определяются органами местного самоуправления по согласованию с уголовно-исполнительными инспекциями. Обычно это непрестижные работы, не требующие специальных познаний и квалификации: уборка и благоустройство улиц и иных городских территорий, выполнение подсобных работ по уходу за больными и престарелыми лицами и так далее.
Трудовая деятельность осуществляется осуждённым принудительно, без какого-либо материального вознаграждения и только в свободное от основной работы или учёбы время.
Срок наказания — от 60 до 480 часов. Обязательные работы отбываются не свыше четырёх часов в день. В рабочие дни продолжительность обязательных работ не может превышать двух часов, а с согласия осуждённого — четырёх часов в день. Время обязательных работ в течение недели, как правило, не может быть менее 12 часов. При наличии уважительных причин уголовно-исполнительная инспекция вправе разрешить осуждённому проработать в течение недели меньшее количество часов.
Для несовершеннолетних срок наказания составляет от 40 до 160 часов, заключается в выполнении работ, посильных для несовершеннолетнего, и исполняется им в свободное от учёбы или основной работы время. Продолжительность исполнения данного вида наказания лицами в возрасте от 14 до 15 лет не может превышать 2 часов в день, а лицами в возрасте от 15 до 16 лет — трёх часов в день.
В случае злостного уклонения от отбывания обязательных работ они заменяются принудительными работами или лишением свободы. При этом время, в течение которого осуждённый отбывал обязательные работы, учитывается при определении срока наказания из расчёта один день принудительных работ или лишения свободы за восемь часов обязательных работ.
В силу специфики обязательных работ они не назначаются:
- лицам, признанным инвалидами I группы;
- беременным женщинам;
- женщинам, имеющим детей в возрасте до трёх лет;
- военнослужащим, проходящим военную службу по призыву, а также военнослужащим, проходящим военную службу по контракту на воинских должностях рядового и сержантского состава, если они на момент вынесения судом приговора не отслужили установленного законом срока службы по призыву.

### Исполнение наказания
Порядок исполнения наказания в виде обязательных работ урегулирован в главе 4 Уголовно-исполнительного кодекса Российской Федерации 1996 года. Согласно этому акту, уголовно-исполнительная инспекция по месту жительства осуждённого является органом, исполняющим наказание в виде обязательных работ. В течение 15 дней со дня поступления распоряжения суда с копией приговора, определения или постановления суда инспекция привлекает осуждённого к обязательным работам. К основным полномочиям уголовно-исполнительной инспекции в области исполнения наказания в виде обязательных работ относятся:
- ведение учёта осуждённых;
- разъяснение им порядка и условий отбывания наказания;
- согласование с органами местного самоуправления перечня объектов, на которых осуждённые отбывают обязательные работы;
- контролирование поведения осуждённых;
- ведение суммарного учёта отработанного осуждёнными времени.

На администрацию организаций, в которых осуждённые отбывают обязательные работы, возлагается контроль за выполнением осуждёнными определённых для них работ, уведомление уголовно-исполнительных инспекций о количестве проработанных часов или об уклонении осуждённых от отбывания наказания.
Основными обязанностями осуждённых к обязательным работам являются:
- соблюдение правил внутреннего распорядка организаций, в которых они отбывают обязательные работы;
- добросовестное отношение к труду;
- работа на определяемых для них объектах и отработка установленного судом срока обязательных работ;
- постановка в известность уголовно-исполнительную инспекцию об изменении места жительства, а также явление по её вызову.

Если осуждённому предоставлен отпуск по основному месту работы, это не приостанавливает дальнейшего исполнения наказания. Однако, в случаях тяжелой болезни осуждённого, препятствующей отбыванию наказания, либо признания его инвалидом первой группы осуждённый вправе обратиться в суд с ходатайством об освобождении его от дальнейшего отбывания наказания. А в случае наступления беременности женщина, осуждённая к обязательным работам, вправе обратиться в суд с ходатайством об отсрочке ей отбывания наказания со дня предоставления отпуска по беременности и родам.
На осуждённых не заводится трудовая книжка. Время отбывания обязательных работ не включается в трудовой стаж.
Злостно уклоняющимся от отбывания обязательных работ признается осуждённый:
- более двух раз в течение месяца не вышедший на обязательные работы без уважительных причин;
- более двух раз в течение месяца нарушивший трудовую дисциплину;
- скрывшийся в целях уклонения от отбывания наказания.

Злостно уклоняющийся от отбывания наказания осуждённый, местонахождение которого неизвестно, объявляется в розыск и может быть задержан на срок до 48 часов. Данный срок может быть продлён судом до 30 суток.

## Предоставление бесплатных услуг обществу (Великобритания)
Уголовное законодательство Великобритании предусматривает возможность назначения осуждённым наказания в виде предоставления бесплатных услуг обществу. Данный вид наказания был введён в 1973 году. Назначение такого наказания возможно лицам, достигшим 16-летнего возраста с их согласия на срок от 40 до 240 часов. Конкретный вид работ определяется чиновником органа местного самоуправления или службы пробации, который осуществляет контроль за осуждённым. Злостное неисполнение наказания влечёт применение штрафа или иных принудительных мер.